# Pedro Aquilino López
Pedro Aquilino López Medina (Bogotá, 4 de enero de 1857-Bogotá, 13 de octubre de 1935), llamado comúnmente como Pedro A. López, fue un empresario y político colombiano, miembro del Partido Liberal Colombiano. 
Fue el mayor exportador de café del país y fundador del  Banco López, y accionista de empresas con exitosos resultados. También se asoció comercialmente con la familia Samper. Es la cabeza de la rama familiar de la familia de la que descienden los políticos y presidentes Alfonso López Pumarejo y su hijo Alfonso López Michelsen.

## Biografía
Nació en Bogotá, el 4 de enero de 1857, en el hogar de un prestigioso artesano bogotano, que sin embargo, no era un hombre adinerado.
Tuvo una precaria educación formal por las dificultades económicas de su familia, educación que abandonó a los 15 años para trabajar como comerciante, ya que su padre quedó en la miseria cuando sus contactos políticos le dieron la espalda una vez llegar al poder. Pese a ese panorama, López fue educado primero por su padre y luego en una escuela para hijos de comerciantes.

### Trayectoria empresarial

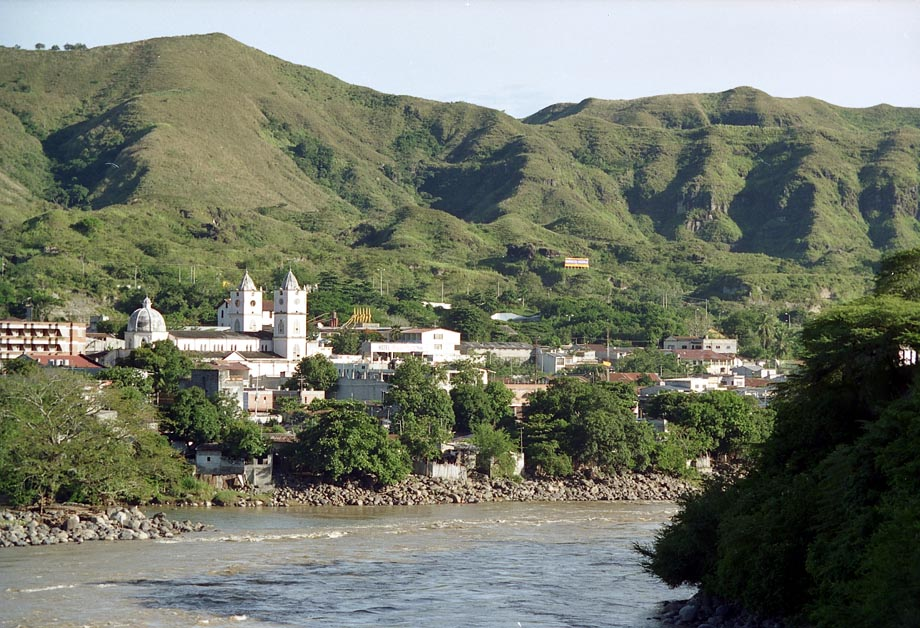
Honda, centro de negocios de Pedro A. López.

De acuerdo con sus propias memorias, López llegó al puerto Honda (Tolima) en 1871 para ocupar cargo ejecutivo en una de las primeras industrias creadas en la región, propiedad del rico industrial Silvestre Samper Agudelo, hermano del político Miguel Samper Agudelo. Durante varios años trabajó con los Samper en las ciudades de Bogotá y Honda, donde formó su hogar, llegando a tener mucho éxito, por lo que años después se independizó de los Samper, cuando por ocasión de la guerra Samper tuvo que despedirlo.
Libre de sus antiguos empleadores, López se dedicó al comercio exterior, centrando su atención en la exportación de pieles y café y la importación de mercancías manufacturadas, asentándose por un año en la ciudad limítrofe de Cúcuta. En 1878 López regresó a trabajar con los Samper, por encargo de Silvestre para que López sirviera de asistente para su hijo Rafael Samper. Trabajando con Rafael, López se hizo de un nombre en el mundo comercial.
Los problemas sociales del país llevaron a que Samper se estableciera definitivamente en Nueva York, quedando Pedro a cargo de todos los negocios de Samper, incluyendo la casa comercial de Honda, donde nació su hijo mayor Alfonso en 1880. Pese a que tuvo la opción de irse al exterior, López decidió quedarse en Colombia como una deuda de honor con sus ancestros.
En 1880 el hermano de Silvestre, Miguel, le propone a Pedro unirse a su firma Samper & Cía, para trabajar como su empleado, tras lo cual López acepta, con el compromiso de Samper de mejorar su sueldo y de permitirle emprender de manera independiente. Radicado en Honda, López incursiona en el sistema bancario como prestamista independiente. En 1881 trabaja para Dordell & Vargas, Rafael Padilla, Hugo Biester de la Botica Alemana, y comienza a importar cristalería de París, alternando sus ocupaciones en su casa comercial de Honda con el contacto con empresarios y valoristas de París, Londres y Nueva York. También logra incrementar su fama dentro de Colombia, estableciendo contactos comerciales en Neiva y Medellín.

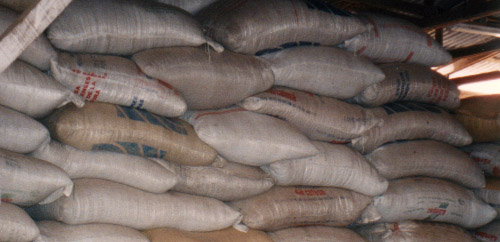
El café le permitió a López amasar una gran fortuna a finales del.

En la década se dedica a dos grandes negocios que lo ayudan a incrementar su patrimonio: se dedica a la importación de tabaco desde Hamburgo, y luego se convierte en el empresario del café más exitoso del país, trayendo el grano de Londres para su exportación a los Estados Unidos. 
López pone fin a sus lazos con la familia Samper en 1889, tras casi 10 años trabajando para Samper & Cía, y se traslada al exterior por los problemas de orden público de Colombia, ocasionados por las políticas de los gobiernos conservadores durante la Regeneración. López se radicó temporalmente en la entonces región de Panamá, ya que por problemas de salud se vio obligado a regresar a la Colombia continental. En 1893 se radica en Bogotá para mejorar la calidad de vida de su familia.
En plena Guerra de los Mil Días, decide trasladarse a Nueva York en 1899 volviendo al país solo en 1908, no sin antes convertir todo su capital en dólares, por lo que hábilmente logró mantener su capital incólume, incrementándolo de manera sorpresiva, puesto que ni siquiera el mismo esperaba que esa medida desesperada produjera las utilidades que logró, ya que su dinero se multiplicó terminada la guerra. López huyó de Colombia por el terror que le provocaba la toxicidad política de la época.
En 1901, luego de liquidar sus empresas en Colombia, los López se radicaron en los Estados Unidos, donde sus ingresos se multiplicaron aún más. Según Latorre (1961), la decisión de la familia de salir del país se debió a que Alfonso, el hijo mayor del matrimonio estaba involucrado en asuntos políticos que lo dejaron metido en problemas con personas peligrosas. De hecho, para poner a salvo a Alfonso, Pedro lo envía a Londres para que se eduque, mientras los demás miembros de la familia están viviendo en Nueva York.

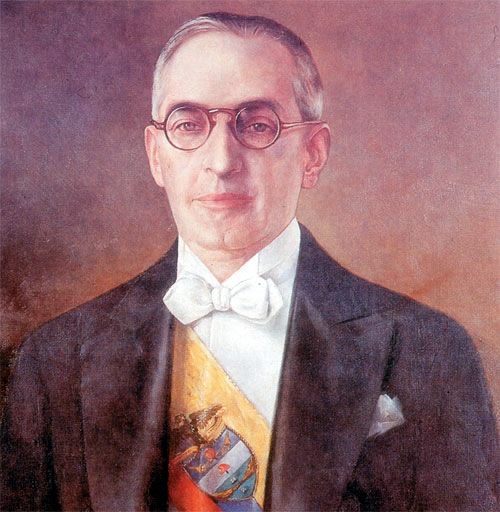
Su hijo mayor, Alfonso, logró la presidencia de Colombia 1 año antes de su muerte.

A su regreso al país López organizó la Casa Comercial López, en Honda, y creó el Banco López, institución bancaria que llegó a ser uno de los bancos más importantes de Colombia en su momento, y que fue abierto al público el 8 de enero de 1919, en compañía de socios de varias familias importantes del sector, incluyendo a los mismos Samper que en un inicio fueron sus empleadores; fue así como nació la famosa empresa Casa Comercial Pedro A. López & Cía.

### Últimos años
Con toda la fortuna que amasó, López se involucró en política en sus últimos años de vida, vinculándose al Partido Liberal y siendo concejal de Bogotá entre 1917 y 1919, Ministro del Tesoro en 1918 para el gobierno conservador de Marco Fidel Suárez (cargo que no quiso aceptar) y luego como senador por Tolima entre 1921 y 1924, siendo su suplente el político boyacense Enrique Olaya Herrera.
Se destacó como emprendedor de distintos proyectos agroindustriales en el país, siendo el primer ciudadano galardonado con la Medalla al Mérito Agrícola el 29 de julio de 1932 otorgada por la Sociedad de Agricultores de Colombia. A finales de la década de los 20, López creó la Compañía de Navegación del Magdalena.
Como miembro del liberalismo, López apoyó la candidatura presidencial de su hijo Alfonso, quien fue elegido presidente para 1934. Finalmente a las 8ː35 de la noche del 13 de octubre de 1935, falleció Pedro Aquilino López en Bogotá, a los 78 años, causando la noticia de su muerte un desazón profundo en el presidente López, quien honró su memoria con un funeral importante.

## Familia
Pedro Aquilino López Medina era hijo del artesano y activista político Ambrosio López Pinzón y de Felisa Medina Morales, siendo el segundo de cinco hijos.
Su padre era un exitoso artesano neogranadina de procedencia humilde, quien aprendió el arte de la sastrería de su padre, Jerónimo López, sastre del virrey Amar y Borbón; y la panadería de su madre Rosa Pinzón, mujer humilde que vendía chicha y pan en su natal pueblo de Vélez. Luego de hacerse conocido en su natal Bogotá, y de haber servido al ejército de Antonio Nariño, Ambrosio López se hizo con importantes conexiones, llegando incluso a influenciar en la elección de José Hilario López como presidente del país. Ambrosio se hizo famoso también por la creación de la Sociedad de Artesanos de Bogotá, hoy conocida como Sociedad Democrática, especie de gremio para los artesanos del país.
Su madre también era de origen humilde, pero sin embargo de familia acomodada. Felisa Medina era nieta de Andrés Medina, importante político mestizo, clave en el desarrollo del municipio de Guayatá, en Boyacá, siendo el primer alcalde de la municipalidad, ocupando diversos cargos públicos y ocupándose de distintos negocios a lo largo de su vida.
De esta rama familiar descendió el político liberal, Enrique Olaya Herrera, quien era cercano al hijo de Pedro Aquilino, Alfonso López. Olaya era, de hecho, trastataranieto por línea materna de Diego de Medina y Rojas, el tatarabuelo materno a su vez de Pedro A. López.

### Matrimonios

#### Con Rosario Pumarejo
Pedro contrajo matrimonio con la distinguida dama Rosario Pumarejo Cotes, hija del rico empresario de Valledupar e importante político de la región Sinforoso Pumarejo Quirós, de quien quedó viudo prematuramente, el 12 de diciembre de 1894. Rosa, a su vez, era nieta del influyente político conservador José Domingo Pumarejo, quien fue testigo de la proclamación del candidato José Hilario López como presidente de Colombia, evento al que también asistió, curiosamente, Ambrosio López.
Según el autor Latorre (1961), el cortejo de López con Rosario fue largo, dado que a pesar de ser un exitoso empresario en ascenso, no tenía el suficiente capital para desposar a la hija de un comericante de la talla de Pumarejo. Se cuenta que López, aprovechando su cercanía con Silvestre Samper, le solicitó apoyo para iniciar su primera empresa de exportación, pero Samper le negó el apoyo, considerando más importante el trabajo. Luego de varios años de trabajo, el matrimonio se consolidó.

#### Con Isabel Smith Pumarejo
Su segunda esposa era pariente de su esposa; Isabel Smith Pumarejo, ya que era prima de Rosario. Con Isabel, Pedro pasó sus últimos años de vida y tuvo a sus últimos hijos, Santiago y Elisa López Smith

### Descendencia
Pedro Aquilino López Medina fue padre de Alfonso, Eduardo, Miguel, Pedro Nel, Paulina, Rosario, Sofía y María López Pumarejo. Su hijo mayor, Alfonso López Pumarejo, fue un exitosos comerciante y empresario y llegó a ser un influyente político vinculado con el Partido Liberal, del que fue director y con el que llegó a la presidencia de Colombia en dos ocasiones, en 1934 y en 1942.
Alfonso se casó con la científica María Michelsen Lombana, prima del banquero Jaime Michelsen, fundador del conglomerado Grupo Grancolombiano. El hijo mayor de la pareja fue el político Alfonso López Michelsen, presidente de Colombia entre 1974 y 1978, quien se casó con Cecilia Caballero, de quien proviene los biznietos de Ambrosio, Alfonso (nieto) y Felipe López Caballero.
Su hijo Eduardo fue padre de Álvaro López Holguín, de quien es hija la política de izquierda Clara López Obregón.

## Legado

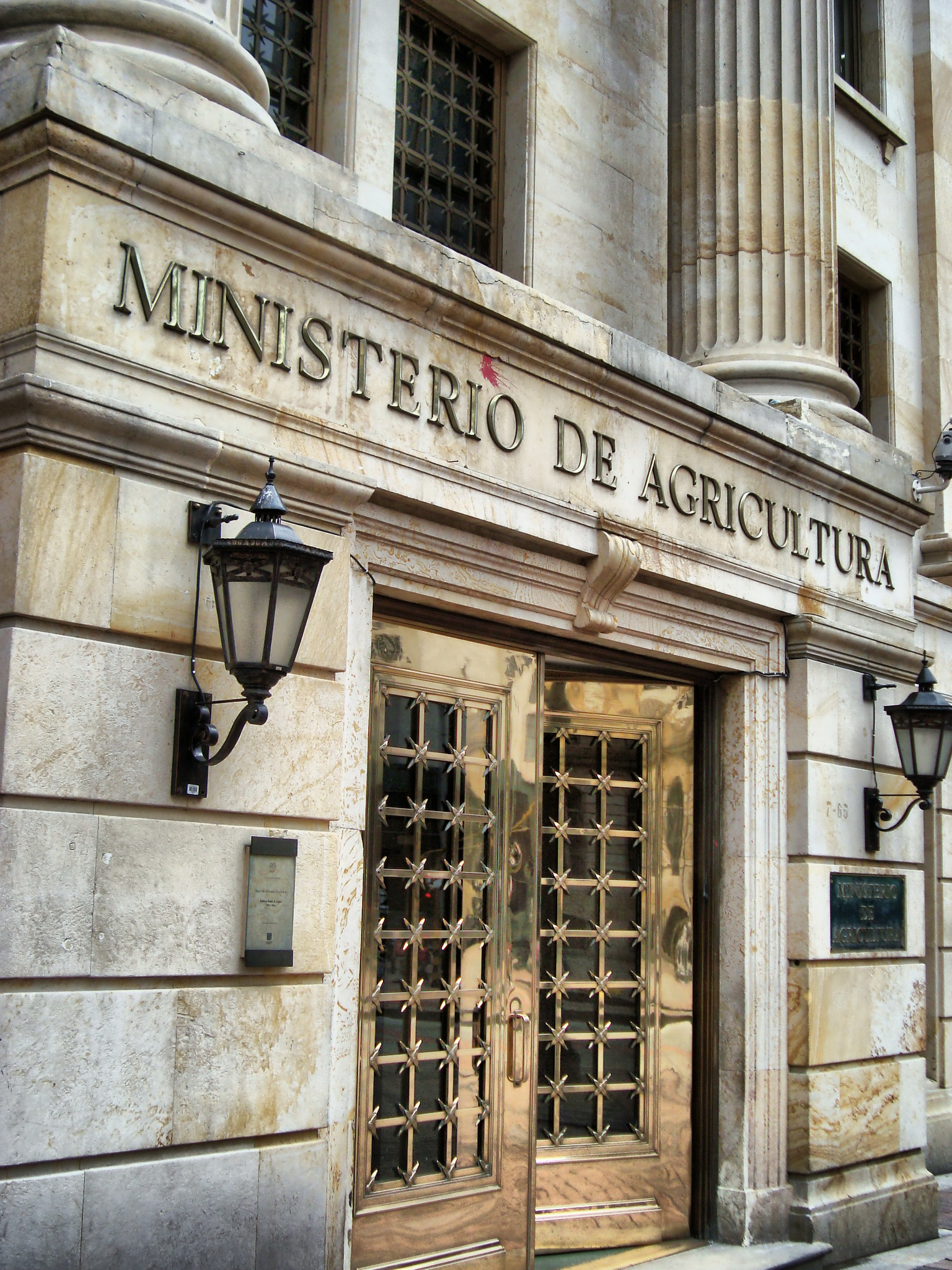
Edificio Pedro A. López en la avenida Eje Ambiental.

El mayor legado que dejó López fue su historia en sí misma, ya que como lo han enunciado algunos autores, su ascenso de pequeño empleado de ricos comerciantes a convertirse en uno de los hombres más ricos de su país, es objeto de análisis por parte de escuelas económicas. Además, fue gracias a sus negocios que sus descendientes pudieron lograr el vertiginoso ascenso social que hoy les permite vivir cómodamente y hacer parte de la aristocracia colombiana. En pocas palabras, su vida fue un cambio de pobreza a riqueza.

### Edificio Pedro A. López
La actual sede del Ministerio de Agricultura se encuentra en el edificio Pedro A. López. Este edificio fue la sede del Banco López, de propiedad de la familia y que se encontraba en lo que hoy es el llamado Eje Ambiental, en el centro de Bogotá. Fue construido por el arquitecto inglés Robert Farrington y en su inauguración, en 1920, se consideró el más grande e importante de la ciudad. Se utilizaron diversos materiales de lujo importados de todo el mundo, como las columnas, que son italianas.